# Escolas de samba campeãs da quinta divisão do carnaval do Rio de Janeiro
A lista de escolas de samba campeãs da quinta divisão do carnaval do Rio de Janeiro relaciona as agremiações vencedoras de cada ano dos desfiles da quinta divisão do carnaval carioca. O Desfile das escolas de samba do Rio de Janeiro é a parada carnavalesca que acontece anualmente no período de carnaval. Um determinado número de agremiações disputa o título de campeã do carnaval através de avaliações feitas por jurados divididos em diversos quesitos previamente estipulados pela liga organizadora do evento. A campeã é promovida a desfilar, no ano seguinte, na quarta divisão. Assim como a última colocada do quarto grupo é rebaixada a desfilar na sexta divisão no ano seguinte.
O desfile competitivo foi idealizado pelo jornalista pernambucano Mário Filho, irmão do dramaturgo Nelson Rodrigues, através do seu periódico, Mundo Sportivo. O primeiro concurso ocorreu no carnaval de 1932. Devido ao número crescente de escolas escritas para o desfile, foi criada, em 1952, a segunda divisão do carnaval. Em 1960 foi criada a terceira divisão; e em 1979, a quarta. Apenas em 1989 foi criada a quinta divisão. A nomenclatura do grupo e as entidades organizadoras dos desfiles foram alteradas diversas vezes.
Em seus primeiros anos, o desfile da quinta divisão era denominado "Desfile de Avaliação", sendo organizado pela Associação das Escolas de Samba da Cidade do Rio de Janeiro (AESCRJ). A partir de 1995, a quinta divisão passou a se chamar "Grupo 1"; em 1996 voltou a se chamar "Grupo D"; em 2009 e 2010 desfilou como "Grupo Rio de Janeiro 3"; e em 2011 voltou a ser chamar "Grupo D". A AESCRJ o organizou a quinta divisão do carnaval carioca até 2014, quando a entidade foi extinta. Em 2015, a quinta divisão foi renomeada para Série D, sendo comandada pela Liga das Escolas de Samba do Rio de Janeiro (LIERJ), que também organizava a segunda, terceira e quarta divisões. Para administrar os Grupos C, D e E no carnaval de 2016, foi fundada a Associação Cultural o Samba é Nosso (ACSN), que durou apenas um ano. A partir de 2017, a Liga Independente das Escolas de Samba do Brasil (LIESB), passou a administrar a Série D, juntamente às séries B, C e E. mas com a novas mudanças feitas no carnaval de 2020, a quinta divisão do Carnaval Carioca passa a ser o Grupo de Avaliação (antiga Série E), organizada pela ACAS.
Mais de vinte escolas diferentes já conquistaram, uma ou mais vezes, o título de campeã da quinta divisão do carnaval carioca. Flor da Mina do Andaraí é a maior vencedora, com três campeonatos conquistados. Mais de trinta carnavalescos foram campeões no grupo. Entre os vencedores estão Joãosinho Trinta, Cahê Rodrigues, Mauro Quintaes e Jorge Caribé.

## Campeãs por ano
Ao longo dos anos, a quinta divisão do carnaval carioca teve várias nomenclaturas e foi organizada por diversas entidades carnavalescas. Abaixo, a listagem de escolas campeãs e vice-campeãs em cada ano na quinta divisão do carnaval do Rio de Janeiro.
| Legenda: † Escola extinta |

| Desfile de Avaliação   | Desfile de Avaliação              | Desfile de Avaliação | Desfile de Avaliação                                                                                | Desfile de Avaliação                                                               | Desfile de Avaliação             | Desfile de Avaliação |
| Ano                    | Escola campeã                     | N.º                  | Enredo                                                                                              | Carnavalesco(a)                                                                    | Escola vice-campeã               | Ref.                 |
| ---------------------- | --------------------------------- | -------------------- | --------------------------------------------------------------------------------------------------- | ---------------------------------------------------------------------------------- | -------------------------------- | -------------------- |
| 1989                   | Acadêmicos da Rocinha             | 1                    | O Esplendor dos Divinos Orixás                                                                      | Joãosinho Trinta                                                                   | Unidos do Campinho †             | [ 7 ] [ 8 ] [ 9 ]    |
| 1990                   | Vizinha Faladeira                 | 1                    | Clara Nunes, o Canto de Um Povo                                                                     | Jorge Nova                                                                         | Unidos da Vila Kennedy           | [ 10 ] [ 11 ] [ 12 ] |
| 1991                   | Unidos da Villa Rica              | 1                    | Três Raças e Eterna Coroação do Momo                                                                | Antônio Sérgio                                                                     | Boi da Ilha do Governador        | [ 13 ] [ 14 ] [ 15 ] |
| 1992                   | Acadêmicos de Vigário Geral       | 1                    | Cem Anos nas Ondas de Copacabana                                                                    | Cid Franco                                                                         | Mocidade de Vasconcelos †        | [ 16 ] [ 17 ] [ 18 ] |
| 1993                   | Flor da Mina do Andaraí           | 1                    | Alô, Alô Seu Garcia, de Conversa em Conversa, Desce Outra, Garçom                                   | Comissão de Carnaval                                                               | Acadêmicos do Dendê              | [ 19 ] [ 20 ] [ 21 ] |
| 1993                   | Mocidade Unida do Santa Marta     | 1                    | Os Africanos no Brasil                                                                              | Carlinhos de Andrade                                                               | Acadêmicos do Dendê              | [ 19 ] [ 20 ] [ 21 ] |
| 1994                   | Alegria da Zona Sul               | 1                    | Na Dança das Cores, Preto Não é Cor, mas Negro É Raça!                                              | Oswaldo Luiz (Deco)                                                                | Unidos do Porto da Pedra         | [ 22 ] [ 23 ] [ 24 ] |
| Grupo 2                |                                   |                      | |                                                                                    |                                  |                      |
| Ano                    | Escola campeã                     | N.º                  | Enredo                                                                                              | Carnavalesco(a)                                                                    | Escola vice-campeã               | Ref.                 |
| 1995                   | União de Vaz Lobo                 | 1                    | Banzo, Saudades da Terra                                                                            | Ananguê                                                                            | Unidos de Padre Miguel           | [ 25 ] [ 26 ] [ 27 ] |
| Grupo D                |                                   |                      | |                                                                                    |                                  |                      |
| Ano                    | Escola campeã                     | N.º                  | Enredo                                                                                              | Carnavalesco(a)                                                                    | Escola vice-campeã               | Ref.                 |
| 1996                   | Unidos do Campinho †              | 1                    | Brasil, Despertar da Cultura Popular                                                                | Comissão de Carnaval                                                               | Inocentes de Belford Roxo        | [ 28 ] [ 29 ] [ 30 ] |
| 1997                   | Acadêmicos do Sossego             | 1                    | Olha o Passarinho                                                                                   | Mauro Quintaes                                                                     | Alegria da Zona Sul              | [ 31 ] [ 32 ] [ 33 ] |
| 1998                   | União de Jacarepaguá              | 1                    | Emplumados na Folia, Chegou o Nosso Dia                                                             | Jorge Mendes                                                                       | Mocidade Independente de Inhaúma | [ 34 ] [ 35 ] [ 36 ] |
| 1999                   | Renascer de Jacarepaguá           | 1                    | A Saudade Mata a Gente, Morena                                                                      | Sandro Gomes                                                                       | Boêmios de Inhaúma               | [ 37 ] [ 38 ] [ 39 ] |
| 2000                   | Alegria da Zona Sul               | 2                    | Negro, Quem És?                                                                                     | Oswaldo Luiz (Deco) e Carlos André                                                 | União do Parque Curicica         | [ 40 ] [ 41 ] [ 42 ] |
| 2001                   | Acadêmicos da Barra da Tijuca †   | 1                    | A Barra da Tijuca Faz Sua Viagem Encantada com Seu Golfinho Coroado                                 | Comissão de Carnaval                                                               | Boêmios de Inhaúma               | [ 43 ] [ 44 ] [ 45 ] |
| 2002                   | Mocidade de Vicente de Carvalho   | 1                    | Índio, o Nativo Brasileiro                                                                          | Altamiro Duarte Moreira (Bia)                                                      | Acadêmicos da Abolição           | [ 46 ] [ 47 ] [ 48 ] |
| 2003                   | Independente da Praça da Bandeira | 1                    | Biodiversidade com Justiça Ambiental: O Ouro Verde Voltará a Brilhar                                | Comissão de Carnaval                                                               | Arrastão de Cascadura            | [ 49 ] [ 50 ] [ 51 ] |
| 2004                   | Flor da Mina do Andaraí           | 2                    | O Carnaval Ganhou Mais Vida com a Influência Africana Através do Salgueiro                          | Clóvis Costha Sant'ana                                                             | Unidos do Cabral                 | [ 52 ] [ 53 ] [ 54 ] |
| 2005                   | Unidos de Padre Miguel            | 1                    | Abram Alas Que Eu Quero Passar. Sou Carnaval Carioca, Sou Unidos de Padre Miguel                    | André Cezari                                                                       | Sereno de Campo Grande           | [ 55 ] [ 56 ] [ 57 ] |
| 2006                   | Em Cima da Hora                   | 1                    | Festa dos Deuses Afro-Brasileiros                                                                   | Jorge Caribé                                                                       | Acadêmicos do Dendê              | [ 58 ] [ 59 ] [ 60 ] |
| 2007                   | Corações Unidos do Amarelinho †   | 1                    | Isto Aqui, ô ô... É Um Pouquinho do Brasil, iá iá...                                                | Nelson Costa                                                                       | Unidos do Anil †                 | [ 61 ] [ 62 ] [ 63 ] |
| 2008                   | Acadêmicos do Sossego             | 2                    | A Corte do Samba e a Corte Real Apresentam: O Brasil Colonial                                       | Almir Jhúnior e Cahê Rodrigues                                                     | Unidos de Manguinhos             | [ 64 ] [ 65 ] [ 66 ] |
| Grupo Rio de Janeiro 3 |                                   |                      | |                                                                                    |                                  |                      |
| Ano                    | Escola campeã                     | N.º                  | Enredo                                                                                              | Carnavalesco(a)                                                                    | Escola vice-campeã               | Ref.                 |
| 2009                   | Acadêmicos do Engenho da Rainha   | 1                    | Doces Lembranças                                                                                    | Waldo Rocha                                                                        | Unidos da Vila Santa Tereza      | [ 67 ] [ 68 ] [ 69 ] |
| 2010                   | Em Cima da Hora                   | 2                    | 50 Anos de História, Assim Conta Minha Senhora, Em Cima da Hora                                     | Sandro Gomes                                                                       | Unidos da Villa Rica             | [ 70 ] [ 71 ] [ 72 ] |
| Grupo D                |                                   |                      | |                                                                                    |                                  |                      |
| Ano                    | Escola campeã                     | N.º                  | Enredo                                                                                              | Carnavalesco(a)                                                                    | Escola vice-campeã               | Ref.                 |
| 2011                   | Império da Praça Seca †           | 1                    | A Bênção Minha Madrinha: Império Serrano                                                            | Marco Antônio e Raphael Heide                                                      | Mocidade Unida de Jacarepaguá    | [ 73 ] [ 74 ] [ 75 ] |
| 2012                   | Unidos de Lucas                   | 1                    | Hoje Tem Alegria? Tem Sim Senhor... Um Mundo Circense, Uma História Alegre na Intendente            | Leandro de Paula (Lelê)                                                            | Mocidade Unida de Jacarepaguá    | [ 76 ] [ 77 ] [ 78 ] |
| 2013                   | Mocidade Unida do Santa Marta     | 2                    | Dona Marta Mexe o Caldeirão da Pantera                                                              | Eduardo Gonçalves, Rafael Gonçalves, Vítor Saraiva, Gabriel Haddad e Leonardo Bora | Leão de Nova Iguaçu              | [ 79 ] [ 80 ] [ 81 ] |
| 2014                   | Unidos das Vargens                | 1                    | Mar: Horizonte de Todos, Poema da Vida                                                              | Thiago Avhis                                                                       | Lins Imperial                    | [ 82 ] [ 83 ] [ 84 ] |
| Série D                |                                   |                      | |                                                                                    |                                  |                      |
| Ano                    | Escola campeã                     | N.º                  | Enredo                                                                                              | Carnavalesco(a)                                                                    | Escola vice-campeã               | Ref.                 |
| 2015                   | Vizinha Faladeira                 | 2                    | Aqui Onde Nada Tinha, Quem a Esse Porto Vinha, Dava de Cara com a Vizinha! - Agora no Novo Porto    | Jean Rodrigues                                                                     | Coroado de Jacarepaguá           | [ 85 ] [ 86 ] [ 87 ] |
| 2016                   | Flor da Mina do Andaraí           | 3                    | A Flor da Mina Se Veste nas Sete Cores do Arco-Íris para Oxumarê Passar                             | Clóvis Costha Sant'ana                                                             | Acadêmicos de Vigário Geral      | [ 88 ] [ 89 ] [ 90 ] |
| 2017                   | Império da Uva                    | 1                    | Brasil Africano: o Canto dos Silenciados                                                            | Miro Freitas                                                                       | Rosa de Ouro                     | [ 91 ] [ 92 ] [ 93 ] |
| 2018                   | Unidos da Villa Rica              | 2                    | Rio de Janeiro - Pedaço do Meu Brasil, Terra de Encantos Mil                                        | Juniel Dias                                                                        | Acadêmicos de Madureira          | [ 94 ] [ 95 ] [ 96 ] |
| 2019                   | União de Jacarepaguá              | 2                    | Africanidade                                                                                        | Jorge Caribé e Elvis Luiz                                                          | Botafogo Samba Clube             | [ 97 ] [ 98 ]        |
| Grupo de Avaliação     |                                   |                      | |                                                                                    |                                  |                      |
| Ano                    | Escola campeã                     | N.º                  | Enredo                                                                                              | Carnavalesco(a)                                                                    | Escola vice-campeã               | Ref.                 |
| 2020                   | Arrastão de Cascadura             | 1                    | Orumilá - os encantos da terra ao destino da vida                                                   | Sandro Gomes                                                                       | Mocidade Unida do Santa Marta    |                      |
| 2022                   | Fla Manguaça                      | 1                    | Sou resistência! Sou pele preta! Sou a voz da favela que não se cala! Muito prazer, sou Flamanguaça | Amarildo de Mello                                                                  | Tubarão de Mesquita              | [ 99 ]               |
| 2023                   | Alegria do Vilar                  | 1                    | A história de um griô, que pela suntuosa África se encantou                                         | Júnior Reis                                                                        | Império de Brás de Pina          |                      |
| 2024                   | Vila Kennedy                      | 1                    | Criança Brasil: Um Sonho, Uma Esperança...                                                          | Lucas Lopes                                                                        | Acadêmicos do Recreio            |                      |
| 2025                   | Rosa de Ouro                      | 1                    | Anastácia                                                                                           | Cátia Calixto e Deo Carlos                                                         | Novo Império                     |                      |

## Estatísticas

### Campeonatos por escola

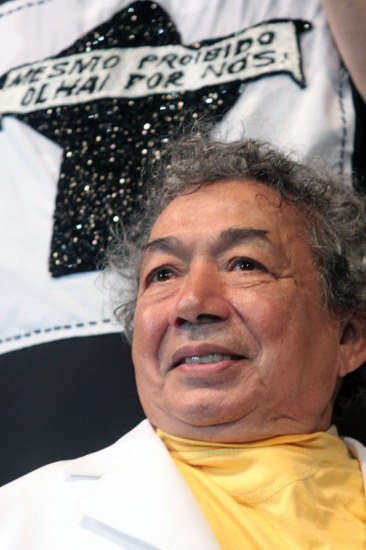
Joãosinho Trinta venceu o desfile inaugural da quinta divisão do carnaval carioca, em 1989, com os Acadêmicos da Rocinha.

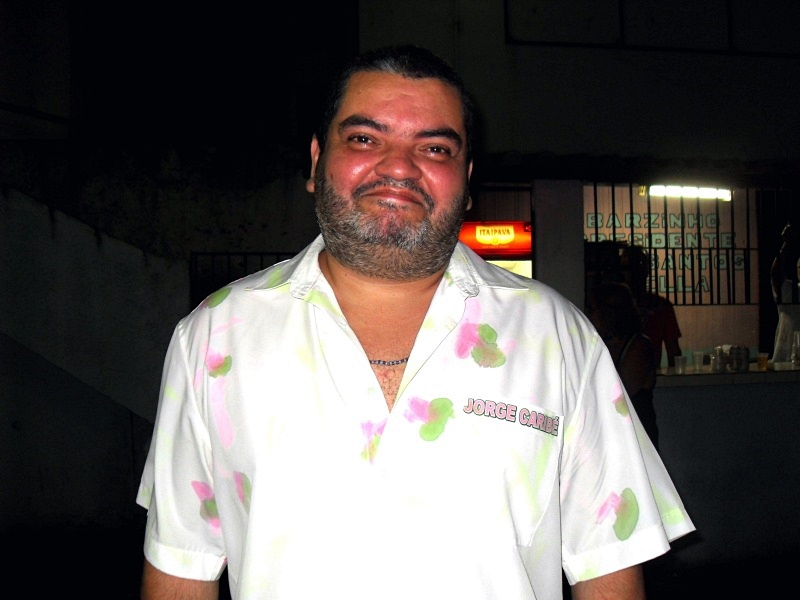
Jorge Caribé foi campeão em 2006 com a Em Cima da Hora e em 2019 com a União de Jacarepaguá.

Abaixo, a lista de títulos conquistados por cada escola. Mais de vinte agremiações diferentes já venceram a quinta divisão do carnaval carioca.
| Legenda: † Escola extinta |

| Títulos | Escola de samba                   | Anos              |
| ------- | --------------------------------- | ----------------- |
| 3       | Flor da Mina do Andaraí           | 1993, 2004 e 2016 |
| 2       | Acadêmicos do Sossego             | 1997 e 2008       |
| 2       | Alegria da Zona Sul               | 1994 e 2000       |
| 2       | Em Cima da Hora                   | 2006 e 2010       |
| 2       | Mocidade Unida do Santa Marta     | 1993 e 2013       |
| 2       | União de Jacarepaguá              | 1998 e 2019       |
| 2       | Unidos da Villa Rica              | 1991 e 2018       |
| 2       | Vizinha Faladeira                 | 1990 e 2015       |
| 1       | Acadêmicos da Barra da Tijuca †   | 2001              |
| 1       | Acadêmicos da Rocinha             | 1989              |
| 1       | Acadêmicos de Vigário Geral       | 1992              |
| 1       | Acadêmicos do Engenho da Rainha   | 2009              |
| 1       | Alegria do Vilar                  | 2023              |
| 1       | Arrastão de Cascadura             | 2020              |
| 1       | Corações Unidos do Amarelinho †   | 2007              |
| 1       | Fla Manguaça                      | 2022              |
| 1       | Império da Praça Seca †           | 2011              |
| 1       | Império da Uva                    | 2017              |
| 1       | Independente da Praça da Bandeira | 2003              |
| 1       | Mocidade de Vicente de Carvalho   | 2002              |
| 1       | Renascer de Jacarepaguá           | 1999              |
| 1       | Rosa de Ouro                      | 2025              |
| 1       | União de Vaz Lobo                 | 1995              |
| 1       | Unidos das Vargens                | 2014              |
| 1       | Unidos de Lucas                   | 2012              |
| 1       | Unidos de Padre Miguel            | 2005              |
| 1       | Unidos do Campinho †              | 1996              |
| 1       | Vila Kennedy                      | 2024              |

### Vice-campeonatos por escola
Abaixo, a relação de vice-campeonatos que cada escola possui.
| Vices | Escola de samba |
| ----- | --- |
| 2     | Acadêmicos do Dendê (1993 e 2006); Boêmios de Inhaúma (1999 e 2001); e Mocidade Unida de Jacarepaguá (2011 e 2012) |
| 1     | Acadêmicos da Abolição (2002); Acadêmicos do Recreio (2024); Alegria da Zona Sul (1997); Acadêmicos de Madureira (2018); Acadêmicos de Vigário Geral (2016); Boi da Ilha do Governador (1991); Botafogo Samba Clube (2019); Coroado de Jacarepaguá (2015); Inocentes de Belford Roxo (1996); Império de Brás de Pina (2023); Leão de Nova Iguaçu (2013); Lins Imperial (2014); Mocidade de Vasconcelos (1992); Mocidade Independente de Inhaúma (1998); Mocidade Unida do Santa Marta (2020); Novo Império (2025); Rosa de Ouro (2017); Sereno de Campo Grande (2005); Tubarão de Mesquita (2022); União do Parque Curicica (2000); Unidos da Vila Kennedy (1990); Unidos da Vila Santa Tereza (2009); Unidos da Villa Rica (2010); Unidos de Manguinhos (2008); Unidos de Padre Miguel (1995); Unidos do Anil (2007); Unidos do Cabral (2004); Unidos do Campinho (1989); Unidos do Porto da Pedra (1994) |

### Vice-campeonatos consecutivos
Mocidade Unida de Jacarepaguá é a única escola a conquistar dois vice-campeonatos consecutivos na quinta divisão.
| Vices | Escola de samba               | Anos        |
| ----- | ----------------------------- | ----------- |
| 2     | Mocidade Unida de Jacarepaguá | 2011 e 2012 |

### Títulos por carnavalesco(a)
Abaixo, a listagem de títulos conquistados por cada carnavalesco. Mais de trinta profissionais já venceram a quinta divisão do carnaval carioca, seja em trabalhos individuais, em dupla ou participando de comissões.
| Títulos | Carnavalesco / (ano) |
| ------- | --- |
| 3       | Sandro Gomes (1999, 2010 e 2020) |
| 2       | Clóvis Costha Sant'ana (2004 e 2016); Jorge Caribé (2006 e 2019); Oswaldo Luiz "Deco" (1994 e 2000) |
| 1       | Almir Jhúnior (2008); Altamiro Duarte Moreira "Bia" (2002); Ananguê (1995); André Cezari (2005); Antônio Sérgio (1991); Amarildo de Mello (2022); Cahê Rodrigues (2008); Carlinhos de Andrade (1993); Carlos André (2000); Cátia Calixto (2025); Cid Franco (1992); Deo Carlos (2025); Eduardo Gonçalves (2013); Elvis Luiz (2019); Gabriel Haddad (2013); Jean Rodrigues (2015); Joãosinho Trinta (1989); Jorge Mendes (1998); Jorge Nova (1990); Juniel Dias (2018); Júnior Reis (2023); Leandro de Paula "Lelê" (2012); Leonardo Bora (2013); Lucas Lopes (2024); Marco Antônio (2011); Mauro Quintaes (1997); Miro Freitas (2017); Nelson Costa (2007); Rafael Gonçalves (2013); Raphael Heide (2011); Thiago Avhis (2014); Vítor Saraiva (2013); e Waldo Rocha (2009) |

#### Carnavalescos(as) campeões em escolas diferentes
Abaixo, a lista de carnavalescos que conquistaram mais de um título em escolas diferentes.
| Carnavalesco | Quantidade | Escolas em que venceu                                            |
| ------------ | ---------- | ---------------------------------------------------------------- |
| Sandro Gomes | 3 escolas  | Arrastão de Cascadura, Em Cima da Hora e Renascer de Jacarepaguá |
| Jorge Caribé | 2 escolas  | Em Cima da Hora e União de Jacarepaguá                           |